# THE IDOLM@STER LIVE FOR YOU!
<THE IDOLM@STER LIVE FOR YOU!>(아이돌마스터 라이브 포 유!)는 반다이 남코 게임스가 2008년 2월 28일에 발매한 엑스박스 360용 게임 (공칭 <라이브 시뮬레이션>). THE IDOLM@STER로부터의 파생 작품이며, PROJECT IM@S의 1작품이기도 하다.
2007년 10월 말, 이벤트 <Go to the NEXTSTAGE!! THE IDOLM@STER GREAT PARTY>나 동시기 발매의 게임 잡지 등에, 아이돌 마스터의 신작 게임을 개발중으로 발표되어 약 4개월 후의 2008년 2월 28일에 발매 개시되었다. CERO 레이팅 B (12세 이상 대상). 약칭은 <L4U!>.
2009년 1월 5일에, 2009년 3월 12일부터 Xbox 360 플라티나 콜렉션으로서 발매되는 것이 발표되었다. 또, 선행해서 발매되고 있는 Xbox 360판 <THE IDOLM@STER> (플라티나 콜렉션판)를 동고한 <아이돌마스터 트윈즈>도 기간 한정으로 판매 (패키지로 CERO 레이팅이 C로 표기되고 있는 것은 전작이 C레이팅이기 때문). 또 2009년 8월 11일의 업데이트에 의한 신기능 <게임 온디멘드>의 제1탄 라인 업으로서 다운로드 판매가 개시되었다.

## 게임 내용
전작의 <THE IDOLM@STER>에서는 플레이어가 프로듀서가 되어 아이돌을 프로듀스하는데 비해, 본작으로의 플레이어는 팬 감사제 당일에 갑작스러운 일로 부재중이 된 사장과 프로듀서의 대리의 <특별 프로듀서>로서 라이브를 코디네이터하는 역할이 되고 있어 또 오토나시 코토리가 네비게이터로서 등장한다. 덧붙여서 그녀가 게임내의 캐릭터로서 등장하는 것은 본작이 처음이다.
본작의 게임 시스템은, 주로 '응원 모드', '촬영 모드'의 두 종류로 나뉘어 있다. 유닛을 결성해 아이돌이나 오토나시 코토리와의 회화 이벤트의 뒤에, 어느 쪽의 모드로 플레이 할까를 선택하는 일이 된다. 이 때에 플레이어 (특별 프로듀서) 와 유닛의 이름을 변경할 수가 있어 디폴트 설정에서는 플레이어는 팬 대표, 유닛은 남코 엔젤이다. 덧붙여 전작과 달리 회화 이벤트에 선택사항은 일절 나오지 않는다. 연애 게임과 같은 요소는 없고, 아이돌들은 플레이어를 단순한 팬 중 한 명으로서 취급한다 (마미가 아미로서 행동한다, 각성 미키가 각성 하고 있지 않는 것처럼 행동한다, 등).
어느 쪽의 모드에서도 그 후의 조작은 공통으로, 사용하는 노래나 회장, 의상이나 액세서리, 카메라나 파트의 설정을 실시해 간다. 회장은 전작에 등장한 라이브 하우스·시민 홀·아레나·무도관·돔 외에, 제전 <서머 페스티벌>로 사용된 야외 스테이지가 추가되고 있다.
응원 모드는 리듬 게임이며, 화면의 지시에 따라서 타이밍 좋게 버튼을 눌러 가는 일로 <Perfect> <Good> <Normal> <OK>의 4단계의 평가와 득점을 취득해 버튼에 대응한 난이도와 곡에 의해 바뀌는 구령과 손장단과 악기로 여자 아이의 라이브를 응원해 나간다. 응원에 성공할 때마다 관객의 볼티지가 조금씩 올라 가지만, 실패하면 내려 간다. 또 50회 연속으로 성공할 때마다 여자 아이가 팬에게 어필을 실시해, 볼티지가 급상승해 응원 1회마다의 획득 스코어가 증가하게 되어 있다. 난이도 이지와 미디엄에서는 관객의 볼티지가 0이 되어도 게임 오버이게는 안 되지만, 난이도 하드한 것은 게임 오버가 된다. 기본적으로 BPM치가 작은 슬로우 템포의 곡은 흐르는 지시의 수도 적게 되어, 미스를 하기 어려운 반면, 지시의 수가 적기 때문에 볼티지를 올리기 어렵고, BPM치가 큰 하이 템포의 곡은 흐르는 지시의 수가 많아져, 볼티지를 올리기 쉬운 반면, 미스를 하면 연쇄적으로 볼티지가 저하하는 일이 있다. 덧붙여 특히 BPM치가 낮은 <9:02 pm> <파랑새> <곁에…>는 본작에서는 배속으로 보면이 흐르게 되어 있다.
응원 종료후에 오토나시 코토리가 라이브의 평가를 실시해, 좋은 성적을 거두면 새로운 의상과 액세서리, 아케이드판 및 Xbox 360판으로부터의 등장이 되는 16곡에 대해서는 사용한 곡의 리믹스바젼 A도 사용 가능하게 된다. 또, 스코어나 볼티지가 절리의 좋은 숫자가 되면 특별한 메시지를 들을 수 있다.
촬영 모드는 순수하게 라이브의 촬영만을 즐길 수가 있는 모드로, 전작과 달리 엑시던트는 일절 발생하지 않고, 관객에게의 어필도 임의로 실시하는 것이 가능해 져 또 카메라의 조작도 어느 정도는 수동으로 실시하는 것이 가능. 덧붙여 촬영 모드로 플레이 했을 때는 라이브 종료후의 오토나시 코토리와의 회화는 발생하지 않고, 각종 아이템의 입수도 불가능하다.
응원, 촬영 모드 모두, 라이브의 동영상을 앨범에 남기는 것이 가능. 또 촬영 모드에서는 라이브의 사진 촬영이 가능해지고 있다. 앨범에의 보존 가능 범위는 전작과 같고, 사진이 5매, 동영상이 1개가 되고 있다. 플레이 종료후에 유닛 데이터를 세이브할 수가 있어 다음 번부터 그 세이브 데이터를 로드하는 일로 전회와 완전히 같은 설정으로 즉석에서 플레이 하는 것이 가능하고, 설정의 변경도 자유. 다만 로드했을 경우, 첫머리에서의 오토나시 코토리나 아이돌과의 회화 이벤트는 생략 된다. 덧붙여서 본작에서는 전작과 달라, 플레이어와 유닛의 이름을 자유롭게 몇 번이라도 변경하는 것이 가능하다. 또 플레이어의 이름은 아이드라에도 반영된다.
본작에서는 프로듀서 랭크나 아이돌 레벨등의 요소는 없고, 성장 요소라고 할 수 있는 것은 응원의 평가가 높을 때에 추가되어 가는 아이템 수집율뿐이다. 전작에서는 프로듀서 랭크가 일정 수준 이상이 되지 않으면 할 수 없었던 듀오나 트리오의 결성, 파트 편집이 최초부터 가능한 데다, 최초부터 열 유닛으로 결성 가능해졌다. 더욱이, 전작에서는 1명의 여자 아이를 프로듀스하고 있는 한 중간에 다른 유닛에 그 여자 아이를 가세할 수가 없었지만, 본작에서는 그 제한도 없어지고 있다. 1명의 여자 아이를 10조의 유닛에 동시에 짜넣는다고 하는 일도 가능.

## 같이 보기
- THE IDOLM@STER
- THE IDOLM@STER (2007년 비디오 게임)
- 엑스박스 360